# 武隈慎一
武隈 慎一（たけくま しんいち、1950年5月27日 - ）は、日本の経済学者。経済理論、数理経済学専攻。学位は、Ph.D.（ロチェスター大学）。一橋大学名誉教授。

## 略歴
北海道小樽市出身。北海道小樽潮陵高等学校を経て一橋大学経済学部卒業後、1975年一橋大学大学院経済学研究科修士課程修了。指導教官は荒憲治郎で、副ゼミナールとして二階堂副包のゼミナールにも参加した。米国ロチェスター大学 Second Year Paper Contest 一位、同大 Ph.D.。Peter. L. Conibear Prize受賞。カリフォルニア工科大学特別研究生、カリフォルニア大学バークレー校客員助教授、ハーヴァード大学経済学部客員教授、一橋大学大学院経済学研究科教授等を歴任。人事院国家公務員採用 I 種試験（経済）試験専門委員、元人事院国家公務員採用 I 種試験（行政）試験専門委員。2014年定年退職、一橋大学大学院経済学研究科特任教授、一橋大学名誉教授。指導学生に梶井厚志京都大学名誉教授、河本光博元内閣総理大臣秘書官補など。

## 著作
- 『数理経済学』（新世社）
- 『ミクロ経済学増補版』（新世社）
- 『マクロ経済学の基礎理論』（新世社）
- 『演習ミクロ経済学』（新世社）
- 『ミクロ経済学』（新世社）

## 共著
- 『基礎コース 経済数学』（石村直之、サイエンス社）